# Storögd skärlånga
Storögd skärlånga (Gaidropsarus macrophthalmus) är en fisk i familjen lakefiskar. 

## Utseende
Den storögda skärlångan har två ryggfenor. Den främre är närmast förkrympt, med kort längd och mycket låg höjd. Den främsta fenstrålen är förlängd, men är fortfarande mycket kort (mindre än ögats diameter). Den bakre ryggfenan är mycket lång och når nästan ända till stjärtfenan. Även analfenan är lång, längre än halva kroppslängden. Färgen är flammigt rödbrun över större delen av kroppen, buken är ljusare. Till skillnad från silverskärlångan är fenorna inte annorlunda färgade än resten av kroppen. Kroppen är långsträckt, med tre skäggtömmar på huvudet; en under hakan och två på nosens ovansida. I överkäken har den upp till fyra, dock vanligtvis två långa, spetsiga tänder. Ögonen är förhållandevis stora, men namnet till trots är inte skillnaden gentemot andra skärlångor påfallande. Fisken blir upp till 25 centimeter lång.

## Utbredning
Den storögda skärlångan förekommer i östra Atlanten från Biscayabukten norrut runt västra Brittiska öarna till Färöarna.

## Vanor
Fisken lever nära botten på 150–500 meters djup. Den livnär sig främst på små kräftdjur.